# 格里斯沃爾德 (愛荷華州)
格里斯沃爾德（英語：Griswold）是一個位於美國愛荷華州卡斯縣的城市。

## 地理
格里斯沃爾德的座標為41°14′00″N 95°08′00″W / 41.23333°N 95.13333°W，而該地的平均海拔高度為336米（即1102英尺）。

## 人口
根據2010年美國人口普查的數據，格里斯沃爾德的面積為1.61平方千米，當中陸地面積為1.61平方千米，而水域面積為0.00平方千米。當地共有人口1036人，而人口密度為每平方千米643人。